# Šulinec
Šulinec je naseljeno mjesto u Republici Hrvatskoj u Zagrebačkoj županiji. 

## Zemljopis
Administrativno je u sastavu grada Svetog Ivana Zeline. Naselje se proteže na površini od 1,26 km². 

## Stanovništvo
Prema popisu stanovništva iz 2001. godine u Šulincu živi 191 stanovnik i to u 50 kućanstava. Gustoća naseljenosti iznosi 151,59 st./km².
| broj stanovnika | 82    | 100   | 119   | 150   | 161   | 172   | 174   | 189   | 185   | 188   | 195   | 189   | 176   | 162   | 191   | 214   | 234   |
|                 | 1857. | 1869. | 1880. | 1890. | 1900. | 1910. | 1921. | 1931. | 1948. | 1953. | 1961. | 1971. | 1981. | 1991. | 2001. | 2011. | 2021. |